# Coalition nationale des citoyens
La Coalition nationale des citoyens (en anglais : National Citizens Coalition ou NCC) est un groupe de pression conservateur au Canada, qui fait campagne contre les syndicats du secteur public et est en faveur d'une réduction des impôts et du rôle du gouvernement .

## Description
La NCC a été fondée en 1967 par l'agent d'assurance Colin M. Brown et incorporée en Ontario en 1975. Elle a d'abord fait campagne contre ce qu'il percevait comme un excès de dépenses gouvernementales et un système de santé public. Cette position était encore maintenue en 1997, quand le président David Somerville déclara qu'il était « grand temps d'abolir la loi canadienne sur la santé et de retourner les points d'impôt correspondants aux provinces.» Elle a toutefois été mise de côté par la suite, étant donné qu'il était impopulaire de s'opposer à un système qui accorde un accès aux soins de santé à tout Canadien, indépendamment de son revenu.
La NCC affirme compter environ 40 000 membres. Toutefois, elle ne tient pas d'assemblée générale annuelle et ne produit pas d'états financiers. Sa constitution fait une distinction entre membres votants et membres publics. Ces derniers paient une cotisation mais n'ont aucun moyen d'influencer les politiques ou les priorités de l'organisme. Ils ne sont pas informés des réunions et n'y ont pas droit de présence.
Le siège social de la NCC est situé à Toronto. Son budget annuel est de 2 800 000 $. La NCC a lutté pour maintenir sous le sceau de la confidentialité les informations relatives à son budget et s'est opposée à un amendement à la loi électorale du Canada qui aurait obligé les tiers (dont la NCC elle-même) à publier les noms de toute personne leur ayant fait un don de plus de 250 $. Selon une étude effectuée en 1986, le financement serait assuré principalement par 39 grandes sociétés canadiennes (Bell Canada, Montreal Trust, Banque de Montréal, Power Corporation, grandes compagnies d'assurance, etc.) et une cinquantaine de sociétés de moindre importance.
Stephen Harper a démissionné de son siège de député le 14 janvier 1997 pour devenir vice-président de cet organisme, puis président de 1998 à 2002.

## Campagnes
Au cours des 40 dernières années, la NCC a fait campagne contre :
- la Loi canadienne sur la santé ;
- la Commission canadienne du blé ;
- la grève générale organisée par le Congrès du travail du Canada contre le contrôle des prix et des salaires imposé par le gouvernement de Pierre Elliott Trudeau en 1975 ;
- l'admission à titre de réfugiés des Boat-people du Vietnam en 1979-80 ;
- le monopole d'embauche des syndicats ;
- le plan de pension « doré » des membres du Parlement ;
- le gaspillage des fonds publics ;
- l'obligation de remplir le formulaire long du recensement tous les cinq ans.

La NCC a investi 50 000 $ en messages publicitaires dénonçant le député Jim Hawkes lors de l'élection fédérale de 1993, provoquant ainsi sa défaite au profit de Stephen Harper. En 1995, elle a fondé et financé à raison de 560 000 $ l'organisme « Ontariens pour un gouvernement responsable », un groupe de pression qui a mené une guerre électorale sans merci contre le NPD et renversé le gouvernement Bob Rae, afin de mettre au pouvoir le conservateur Mike Harris en Ontario de 1995 à 2003. Durant l'élection provinciale de 1996 en Colombie-Britannique, elle a financé des annonces télévisées disant : « Ne votez pas pour Glen Clark et le NPD ». Afin de contourner la loi interdisant à un tiers de faire de la publicité en matière électorale, elle a placé ces annonces dans des stations de radio et de télévision situées aux États-Unis, tout proches. Lors des élections fédérales de juin 1997, elle a dépensé 200 000 $ dans les journaux et à la radio pour défaire les députées libérales Anne McLellan et Judy Bethel ; des caricatures les montraient en train de boire du champagne tout en s'ébattant dans une auge pleine de dollars, avec comme légende « Le 2 juin, sabrez dans le gaspillage de votre argent. La réélection de ces députées vous coûtera 1,7 million $ ».
Au Québec, la NCC a appuyé financièrement la contestation de la Loi 101 devant les tribunaux, notamment pour l'accès à l'école anglaise et la disposition exigeant la prédominance du français en matière d'affichage.
Elle a aussi combattu devant les tribunaux, avec le soutien du conservateur Jim Hawkes, la « loi du bâillon » imposant un plafond au budget de publicité des tiers durant une campagne électorale. Après une première victoire devant des tribunaux de l'Alberta, l'affaire Harper c. Canada (Procureur général) est allée jusqu'en Cour suprême, qui a maintenu la validité de la loi par son jugement de 2004.
En 2013, le directeur Stephen Taylor a envoyé un message aux membres de la NCC en les invitant à écrire au CRTC en faveur d'une demande du réseau de télévision Sun News, filiale de Québecor, qui obligerait les câblodistributeurs à intégrer cette chaîne dans leur programme de base : « Aidez-moi à sauver Sun News et à faire en sorte que les idées conservatrices deviennent une réalité permanente dans l'offre médiatique ». Un journaliste qui critiquait cette intervention comme contraire au principe même de cet organisme, s'est vu répondre qu'il ne fallait pas sacrifier des actions pragmatiques à un « vain idéal ».

## Historique
- 1967 : première campagne de Colin M. Brown
- 1974 : fondation par Colin M. Brown
- 1987 : David Somerville prend la direction
- 1993 : La NCC appuie avec succès la campagne de Stephen Harper pour devenir député du Parti réformiste du Canada pour la circonscription de Calgary-Ouest
- 1997 : Stephen Harper démissionne en tant que député pour joindre la NCC (14 janvier) et devient vice-président de la NCC
- 1998 : Stephen Harper devient président de la NCC; Gerry Nicholls devient vice-président
- 2002 : Stephen Harper démissionne en tant que président pour se lancer dans la course au leadership de l'Alliance canadienne
- 2003 : Peter Coleman joint la NCC dont il devient directeur-général
- 2006 : Peter Coleman est nommé président directeur-général de la NCC